# La maschera di ferro (film 1909)
La maschera di ferro è un film muto italiano del 1909 diretto da Oreste Mentasti.